# 정영배
정영배(1971년 1월 8일 ~)는 대한민국의 영화 감독이다. 2007년 영화 방울토마토로 데뷔했다.

## 작품목록
- 《고백》 (2015년, 연출)
- 《바리새인》 (2014년, 각색, 연출)
- 《잘못된 만남》 (2008년, 각색, 연출)
- 《방울토마토》 (2008년, 각색, 연출)